# Снупи, возвращайся!
«Снупи, вернись домой» (англ. Snoopy, Come Home) — американский мультипликационный музыкальный фильм режиссёра Билла Мелендеза 1972 года, основанный на персонажах серии комиксов Peanuts.

## Сюжет
Пёс Снупи получает письмо от загадочной девочки по имени Лила, которая лежит в больнице и просит его навестить её. Не вдаваясь в объяснения, Снупи собирает вещи и отправляется к Лиле вместе со своим приятелем, дятлом Вудстоком. Чарли Браун, владелец Снупи, пытается выяснить причины такого поступка и обнаруживает, что Лила была предыдущим владельцем Снупи.
Фильм содержит в себе песни, в том числе и «Snoopy come home».